# Фокін Петро Максимович
Фокін Петро Максимович (1900—1979) — народний комісар внутрішніх справ і державної безпеки Кримської АРСР, генерал-лейтенант (1945).

## Біографія
У 1939—1941 заступник наркома внутрішніх справ Кримської АРСР. У 1941 стає наркомом внутрішніх справ Кримської АРСР. У 1941—1942 начальник 4-го відділу НКВД Кримської АРСР і знову заступник наркома внутрішніх справ Кримської АРСР. У 1942—1943 заступник начальника Управління НКВД по Краснодарському краю. У 1943 начальник Оперативно-чекістської групи НКВД Кримської АРСР. У 1943—1945 нарком державної безпеки Кримської АРСР. У 1945—1946 начальник Управління НКГБ-МДБ по Кримській області. У 1945—1946 начальник Оперативного сектора НКВД землі Бранденбург в Німеччині. З 1947 заступник начальника Управління МДБ по Бобруйській області. З листопада 1951 в запасі.